# Psilodraco
Psilodraco is een monotypisch geslacht van straalvinnige vissen uit de familie van Antarctische draakvissen (Bathydraconidae).

## Soort
- Psilodraco breviceps Norman, 1937